# Heide Park
Heide Park è un parco divertimenti situato nei pressi di Soltau, in Germania. Con la sua superficie di oltre 850.000 m² e la presenza di oltre 40 attrazioni è il quarto parco di divertimenti tedesco (il primo nella Germania settentrionale).

## Storia
Il parco fu aperto nel 1978 in una area verde, il suo costruttore Hans-Jürgen Tiemann nell'edificare il parco ebbe particolare cura per la preservazione dell'ecosistema del luogo e di una cappella edificata nel 1349. Il giorno dell'apertura oltre 200.000 persone visitarono il parco e le sue 6 attrazioni.
In occasione del loro ventesimo compleanno, i gemelli Bill e Tom Kaulitz del gruppo musicale Tokio Hotel affittarono l'intero parco per organizzare una grande festa di compleanno.

## Attrazioni
Heide Park attualmente dispone di 40 attrazioni di vario tipo, da quelle più estreme a quelle dedicate maggiormente ai bambini.

### Roller coasters

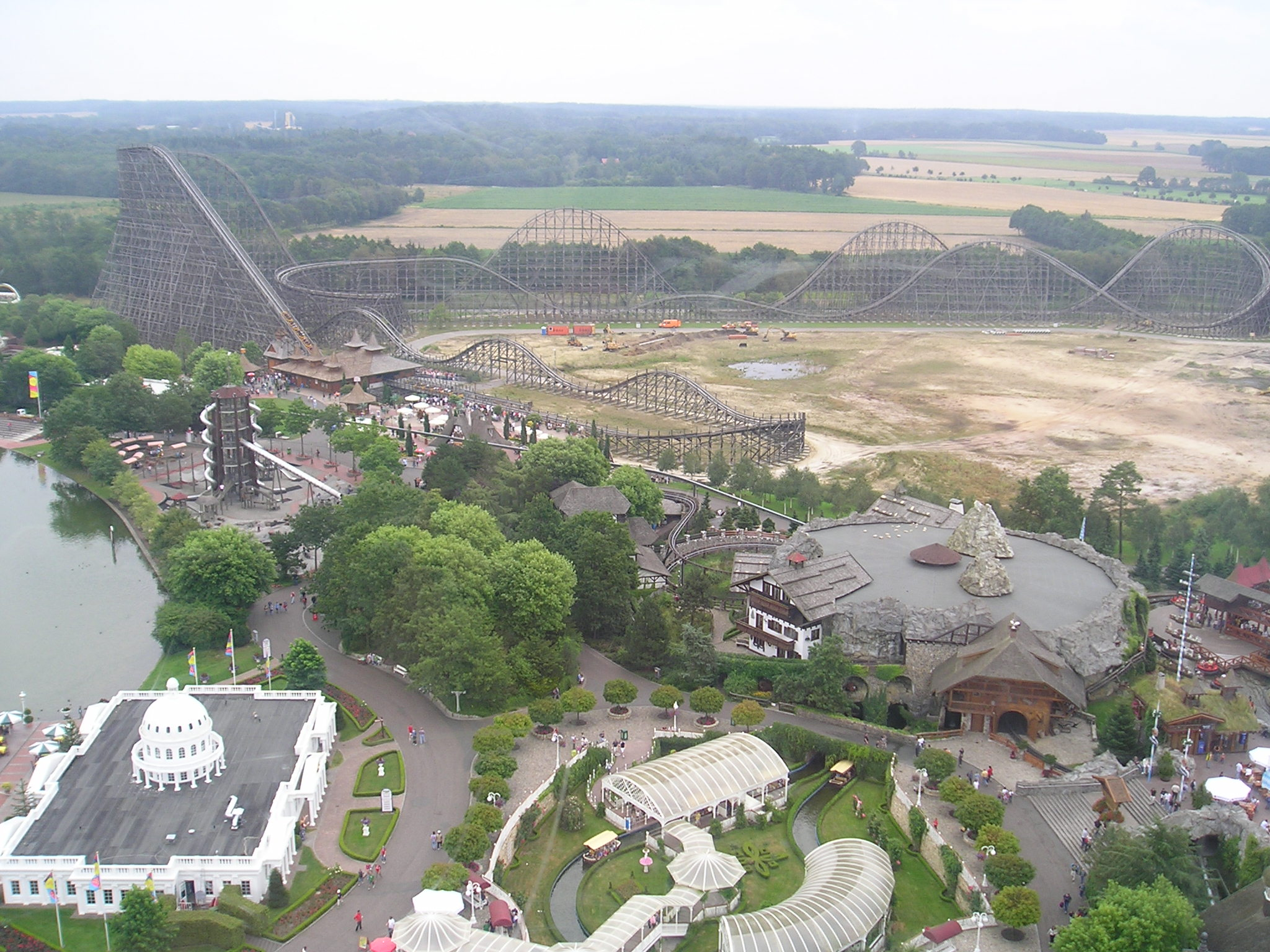
Il Colossos visto dall'alto

| Nome              | Tipo         | Max. Altezza | Lunghezza | Max. Vel | Fabbricante |
| ----------------- | ------------ | ------------ | --------- | -------- | ----------- |
| Big Loop          | In Acciaio   | 30 m         | 706 m     | 63 km/h  | Vekoma      |
| Colossos          | In Legno     | 60 m         | 1344 m    | 120 km/h | Intamin     |
| Desert Race       | Launched     | 19 m         | 650 m     | 100 km/h | Intamin     |
| Grottenblitz      | Powered      | 6 m          | 370 m     | 45 km/h  | Mack        |
| Limit             | Inverted     | 31 m         | 689 m     | 80 km/h  | Vekoma      |
| Schweizer Bobbahn | Bobsled      | 27 m         | 990 m     | 53 km/h  | Mack        |
| Flug der Dämonen  | Wing Coaster | 40 m         | 772 m     | 100 km/h | B&M         |

### Attrazioni acquatiche

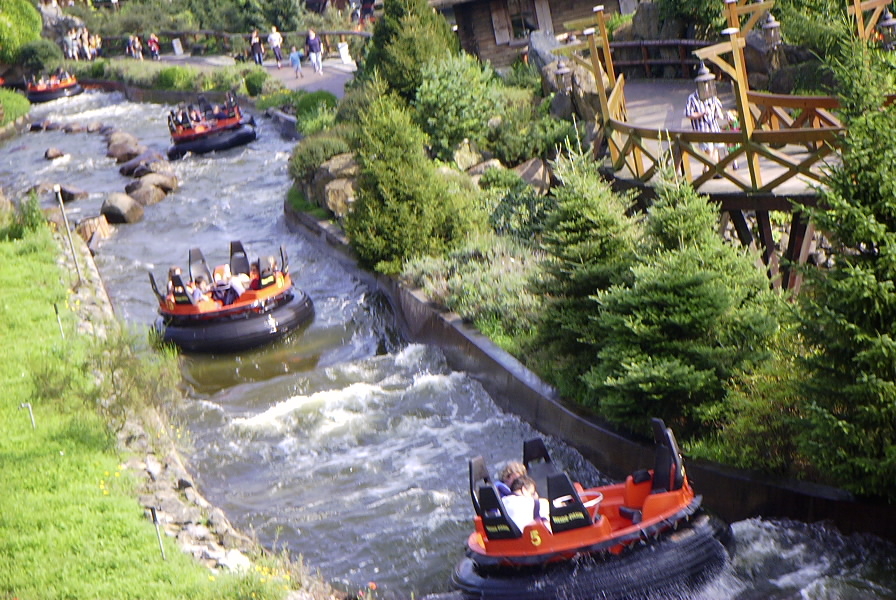
Il Mountain Rafting

| Nome              | Tipo    | Max. Altezza | Lunghezza | Fabbricante       |
| ----------------- | ------- | ------------ | --------- | ----------------- |
| Mountain Rafting  | Gommoni | -            | 600 m     | Intamin           |
| Wildwasserbahn I  | Canoe   | -            | 600 m     | Mack              |
| Wildwasserbahn II | Canoe   | 23 m         | 575 m     | Anton Schwarzkopf |

### Altre attrazioni
| Nome               | Max. Altezza | Fabbricante                |
| ------------------ | ------------ | -------------------------- |
| Bounty             | 15 m         | Intamin                    |
| Break Dance        | -            | Huss Rides                 |
| Condor             | 36 m         | Huss Rides                 |
| Dampfkarussell     | -            | Dentzel                    |
| Enterprise         | 20 m         | Huss Rides                 |
| Flipper            | 13.5 m       | Huss Rides                 |
| Floßfahrt          | -            | Mack                       |
| Heide-Park Express | -            | Chance Rides Manufacturing |
| Hully Gully        | 4 m          | Mack                       |
| Kaffeetassen       | -            | Mack                       |
| Kanalfahrt         | -            | Mack                       |
| Kinderlok Old'99   | -            | Mack                       |
| Magic              | 9 m          | Huss Rides                 |
| Mississippidampfer | -            | Fatti in casa              |
| Monorail           | 6 m          | Intamin                    |
| Oldtimer           | -            | Mack                       |
| Panorama           | 75 m         | Intamin                    |
| Panoramabahn       | 4 m          | Mack                       |
| Rainbow            | 26.5 m       | Huss Rides                 |
| Riesenkrake        | 4 m          | Schwarzkopf                |
| Round Up           | 11 m         | Hrubetz                    |
| Santa Maria        | 13.5 m       | Intamin                    |
| Scream             | 103 m        | Intamin                    |
| Topspin            | 19 m         | Huss Rides                 |
| Wichtelhausen      | -            | Mack                       |